# Kari Jussila
Kari Martti Jussila, född 1 november 1943 i Laukas, är en finländsk organist. 
Efter studier i pianospel i Jyväskylä var Jussila orgelelev till Enzio Forsblom vid Sibelius-Akademin och avlade kantor-organistexamen och diplom i orgelspel 1966. Han fortsatte studierna för bland andra Marie-Claire Alain i Paris. Han blev lärare i orgelspel vid Sibelius-Akademin 1966 och professor där 1998. 
Jussila, som framträtt även som cembalist, intar en central ställning bland Finlands organister, flera av hans elever har haft framgång i internationella tävlingar.